# سوتشانون فيراتبراسيرت
سوتشانون فيراتبراسيرت (بالتايلندية: สุชานัน วิรัชประเสริฐ) مواليد 1983 في بانكوك، هي لاعبة كرة مضرب تايلندية سابقة بدأت مسيرتها كمحترفة سنة 1997 وكانت تلعب باليد اليمنى، اعتزلت اللعب في 2013. أعلى تصنيف لها في الفردي كان 172. أعلى تصنيف لها في الزوجي كان 357.

## روابط خارجية
- سوتشانون فيراتبراسيرت على موقع رابطة محترفات التنس (الإنجليزية)
- سوتشانون فيراتبراسيرت على موقع الاتحاد الدولي لكرة المضرب (الإنجليزية)
- سوتشانون فيراتبراسيرت على موقع كأس بيلي جين كينغ (الإنجليزية)
- سوتشانون فيراتبراسيرت على موقع خلاصة التنس.كوم (الإنجليزية)